# Montagny-en-Vexin
Montagny-en-Vexin är en kommun i departementet Oise i regionen Hauts-de-France i norra Frankrike. Kommunen ligger i kantonen Chaumont-en-Vexin som tillhör arrondissementet Beauvais. År 2022 hade Montagny-en-Vexin 676 invånare.

## Befolkningsutveckling
Antalet invånare i kommunen Montagny-en-Vexin
| Referens: INSEE |